# Barville, Eure
Barville är en kommun i departementet Eure i regionen Normandie i norra Frankrike. Kommunen ligger i kantonen Thiberville som tillhör arrondissementet Bernay. År 2022 hade Barville 85 invånare.

## Befolkningsutveckling
Antalet invånare i kommunen Barville
Referens:INSEE